# 施紀賢影子內閣
施紀賢影子內閣（英語：Shadow Cabinet of Keir Starmer）是指由工黨黨魁施紀賢所領導的影子內閣，成立於2020年4月6日。其後，施紀賢曾經於2020年6月、2020年6月、2021年5月、2021年6月、2021年11月及2023年9月，共5次改組其影子內閣團隊。
英國於2024年7月4日舉行大選，工黨擊敗執政14年的保守黨，並正式接替辛偉誠內閣以籌組新一屆政府（施紀賢內閣）。

## 背景
2019年大選工黨慘敗，取得自1935年大選最差紀錄，為近85年來最低議席數目。時任黨魁郝爾彬黯然宣布下台，並觸發2020年黨魁選舉。曾代柯賓出席首相答問環節、被視為「柯賓派」的影子商業、能源及工業策略大臣丽贝卡·隆-贝利，因不滿黨魁郝爾彬而於2016年6月退出影子內閣的前影子能源及氣候變化大臣麗莎·南迪，黨內被視為中間派、曾任皇家檢控署刑事檢控專員的影子脫離歐洲聯盟大臣施紀賢爵士以及亦曾屢代郝爾彬出席首相答問環節的影子首席大臣艾米莉·索恩伯里成功取得足夠國會議員提名，四人正式角逐黨魁一職。最終，施紀賢於首輪黨員投票中直接奪過半數選票，順利當選接任黨魁。
施紀賢分別在2020年4月5日及6日任命新任影子內閣閣員、並於4月9日完成籌組新任官方反對黨前座議員團隊。上述所有獲足夠提名票的黨魁選舉候選人皆成為影子內閣閣員。

## 影子內閣成員列表

### 2023年9月至2024年7月
| 職務                                             | 影子大臣 | 任期                         |                |
| ------------------------------------------------ | -------- | ---------------------------- | -------------- |
| 影子內閣大臣                                     |          |                              |                |
| 反對黨領袖 工黨黨魁                              |          | 施紀賢爵士 議員閣下，KC，KCB | 2020年至2024年 |
| 工黨副黨魁 影子副首相 影子地方發展房屋及社區大臣 |          | 韋雅蘭 議員閣下              | 2023年至2024年 |
| 影子財政大臣                                     |          | 李韻晴 議員閣下              | 2021年至2024年 |
| 影子教育大臣                                     |          | 方佩芝 議員                  | 2021年至2024年 |
| 影子內政大臣                                     |          | 顧綺慧 議員閣下              | 2021年至2024年 |
| 影子衛生及社會關懷大臣                           |          | 施卓添 議員                  | 2021年至2024年 |
| 影子能源安全及淨零大臣                           |          | 文立彬 議員閣下              | 2021年至2024年 |
| 影子外交聯邦及發展事務大臣                       |          | 林德偉 議員閣下，FRSA        | 2021年至2024年 |
| 影子蘭開斯特公爵領地事務大臣 工黨全國競選總監    |          | 麥法德 議員閣下              | 2023年至2024年 |
| 影子不管部部長                                   |          | 佟世民 議員閣下，FRHistS     | 2023年至2024年 |
| 影子財政部主計長                                 |          | 喬納森·阿什沃斯 議員閣下     | 2023年至2024年 |
| 影子司法大臣 影子大法官                          |          | 馬曼婷 議員                  | 2023年至2024年 |
| 影子商業及貿易大臣                               |          | 韋諾韜 議員                  | 2021年至2024年 |
| 影子就業及退休保障大臣                           |          | 簡麗詩 議員                  | 2023年至2024年 |
| 影子國防大臣                                     |          | 賀理安 議員閣下              | 2020年至2024年 |
| 影子運輸大臣                                     |          | 賀樂怡 議員                  | 2021年至2024年 |
| 影子文化傳媒及體育大臣                           |          | 鄧金·德寶娜 議員             | 2023年至2024年 |
| 影子婦女及平等事務大臣 工黨主席                  |          | 杜迪詩 議員                  | 2021年至2024年 |
| 影子環境食物及鄉郊事務大臣                       |          | 李世勳 議員，OBE             | 2023年至2024年 |
| 影子科學創新及科技大臣                           |          | 靳秉德 議員                  | 2023年至2024年 |
| 影子北愛爾蘭事務大臣                             |          | 彭浩禮 議員閣下              | 2023年至2024年 |
| 影子蘇格蘭事務大臣                               |          | 梅利恩 議員                  | 2020年至2024年 |
| 影子威爾斯事務大臣                               |          | 施頌雅 議員                  | 2021年至2024年 |
| 影子英格蘭及威爾斯檢察總長                       |          | 艾米莉·索恩伯里 議員         | 2021年至2024年 |
| 影子國際貿易內閣部長                             |          | 藍麗珊 議員                  | 2023年至2024年 |
| 影子財政部首席秘書                               |          | 鍾德麟 議員                  | 2023年至2024年 |
| 工黨副全國競選總監                               |          | 李雅怡 議員                  | 2023年至2024年 |
| 影子下議院領袖                                   |          | 布樂詩 議員                  | 2023年至2024年 |
| 下議院反對黨首席黨鞭                             |          | 簡柏邦爵士 議員閣下          | 2021年至2024年 |
| 影子上議院領袖                                   |          | 沈安琪女男爵 閣下，PC        | 2015年至2024年 |
| 上議院反對黨首席黨鞭                             |          | 羅伊·肯尼迪男爵 閣下，PC     | 2021年至2024年 |